# Càmera de cinema Blackmagic

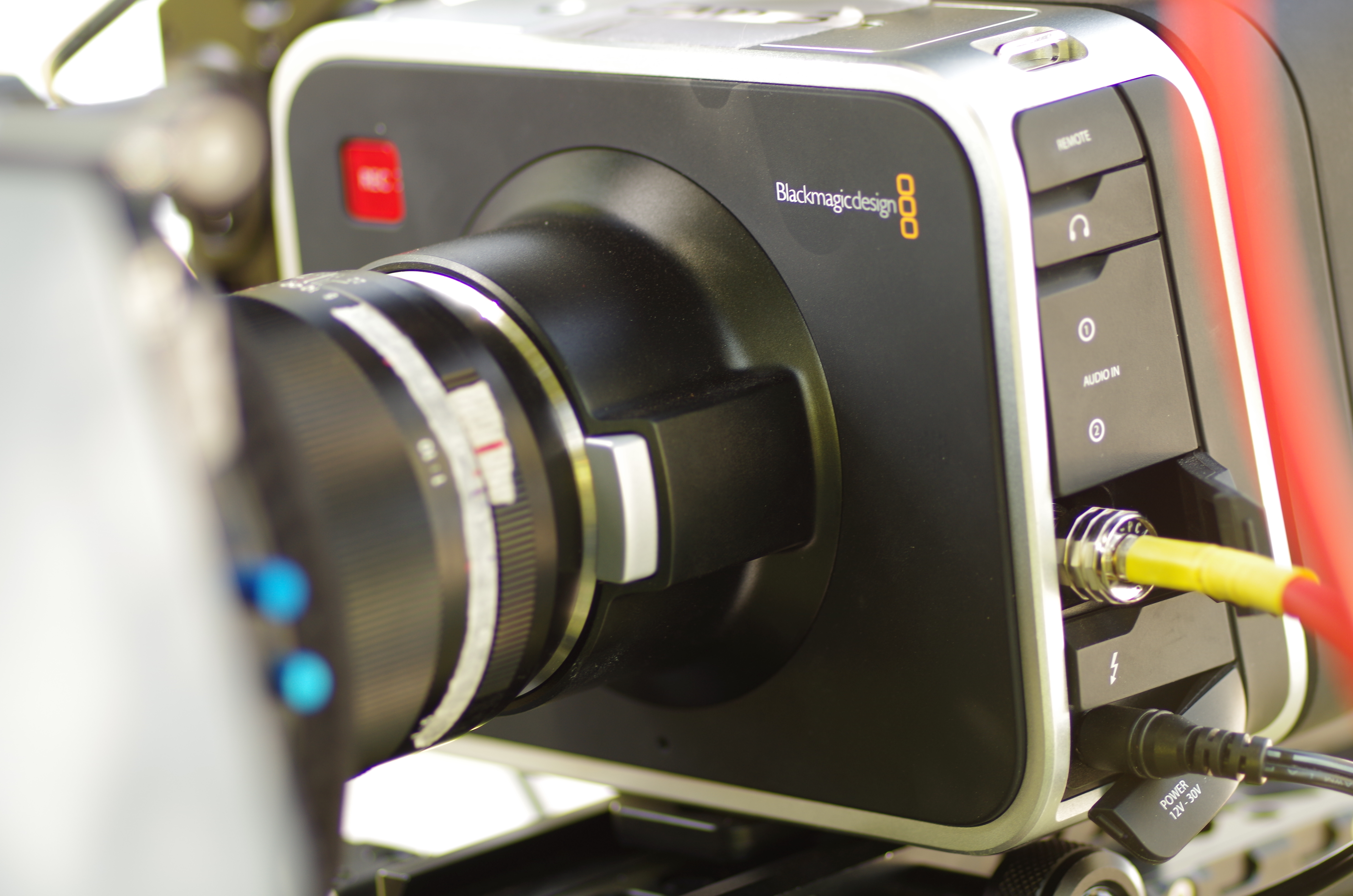
Càmera cinema Blackmagic

La càmera de cinema Blackmagic (també anomenada Càmera de Cinema o BMCC) és una càmera digital desenvolupada i fabricada per Blackmagic Design i llançada el 4 de setembre de 2012. Forma part de la família de càmeres de cinema digitals i dispara 2.5K vídeo en formats RAW, Apple ProRes, CinemaDNG i Àvid DNxHD.

## Història
Al NAB Show l'abril de 2012, Blackmagic Design va anunciar i presentar la Càmera de Cinema que sortiria al mercat aquell mateix juliol amb un preu inicial de 2.995 dòlars. Tanmateix, l'agost, la data de llançament va ser retardada per "etapes finals de certificació de Thunderbolt i testatge intern". Un model de Micro QuatreTerços va ser llavors anunciat a l'IBC durant el setembre per ser llançada al mercat el desembre, juntament amb una col·laboració amb Arri per un conjunt de kits exclusivament per la càmera.
Juntament amb l'anunci de la Pocket Cinema Camera i Càmera de Producció 4K a NAB l'abril del 2013, el preu va caure del seu valor inicial a 1,995$ a l'agost. El mes d'octubre, una actualització de microprogramari va permetre a les càmeres un format SSD. Al març del 2015, una altra actualització va afegir capacitat RAW sense pèrdues.

Al NAB Show l'abril de 2018, Blackmagic Design va anunciar i mostrar la Càmera de Cinema de Butxaca 4K (Pocket Cinema Camera 4K) a un preu de 1.295$. La primera de la família Pocket amb l'habilitat de disparar vídeo a 4K, aquest model va incloure un sensor i montura 4/3.
L'agost de 2019, Blackmagic Design va llançar la Blackmagic Càmera de Cinema de Butxaca 6k (Pocket Cinema Camera 6k) amb un sensor de càmera Super 35 i montura EF per 2.495$.
El febrer de 2021, Blackmagic Design va llançar la Blackmagic Càmera de Cinema de Butxaca 6k Pro (Pocket Cinema Camera 6K Pro), una versió actualitzada de la Càmera de Cinema de Butxaca 6K, el qual presenta filtres ND interns, i una pantalla amb alta brillantor.

## Disseny

### Especificacions i maquinari
La càmera pot ser comprada amb muntura EF de Cànon, MFT i models Arri PL, tot i que l'EF és el nadiu a la muntura ZE, Carl Zeiss. Tots els models inclouen DaVinci Resolve amb la compra. La càmera mesura 12.4 cm × 16.5 cm × 11.3 cm) i pesa 1,5 Kg. El TRS, connector de telèfon, LANC, Thunderbolt i ports de SDI són al costat dret, mentre que l'slot per SSD són a la dreta. El dispositiu també ofereix 13 parades de rang dinàmic a través de cada dispar.
La càmera té una pantalla LCD touchscreen de 5 polzades (800x480) i va botons dedicats que s'utilitzen pel play i pausa, stop, salt, enfocament i enregistrament, accés al menú i per engegar la càmera. Permet enregistrar RAW, CinemaDNG, Apple ProRes i Àvid DNxHD a 2.5K i resolucions de1080p, així com 2.5K RAW sense pèrdues, en 23.98, 24, 25, 29.97 i 30 fps.

### Programari
El dispositiu funciona amb un programari de propietat anomenat Camera Utility, el qual principalment fa funcionar l'interfície i el sistema. Tanmateix, a diferència de la majoria de sistemes que s'actualitzen a través de microprogramari sobre l'aire, les actualitzacions del programari s'han de fer en un ordinador a través d'USB i és obtingut a través de del Centre de Suport de Blackmagic. L'SSD pot ser internament formatejat, en comptes de treure'l manualment i formatejar-lo en una altra plataforma.